# Кашина Филатура (Кунео)
Кашина Филатура је насеље у Италији у округу Кунео, региону Пијемонт.
Према процени из 2011. у насељу је живело 28 становника. Насеље се налази на надморској висини од 529 м.